# Hans Schulze
Hans Schulze (Maagdenburg, 25 augustus 1911 – Wuppertal, 26 januari 1992) was een Duits waterpolospeler.
Hans Schulze nam als waterpoloër tweemaal deel aan de Olympische Spelen; in 1932 en in 1936. In 1932 maakte hij deel uit van het Duitse team dat zilver wist te veroveren. Hij speelde alle vier de wedstrijden. In 1936 veroverde hij wederom met het Duitse team zilver. Hij speelde alle zeven de wedstrijden.
Emil Benecke · 
Otto Cordes · 
Hans Eckstein · 
Fritz Gunst · 
Erich Rademacher · 
Joachim Rademacher · 
Hans Schulze · 
Heiko Schwartz
Bernhard Baier · 
Fritz Gunst · 
Josef Hauser · 
Alfred Kienzle · 
Paul Klingenburg · 
Heinrich Krug · 
Hans Schneider · 
Hans Schulze · 
Gustav Schürger · 
Helmuth Schwenn · 
Fritz Stolze